# 日本保育学会
一般社団法人 日本保育学会（にほんほいくがっかい、英語: Japan Society Of Research On Early Childhood Care And Education）は、日本の学術研究団体の一つ。

## 概要
1948年11月21日設立。学術研究団体としての種別は単独学会。
心理学・教育学を学術研究領域とし、保育の研究を通して会員相互の交流と連携を図り、子どもたちの健やかな発達と幸福を目指し、保育界の進歩及び会員に共通する利益の向上に貢献することを目的としている。
国内においては生活科学系コンソーシアムに加入している。

## 沿革
- 1948年 - 日本保育学会発足。
- 2010年 - 一般社団法人日本保育学会へ移行。

## 刊行物

### 保育学研究
- 誌名（和文）：保育学研究
- 誌名（欧文）：RESEARCH ON EARLY CHILDHOOD CARE AND EDUCATION IN JAPAN
- 創刊年：1962
- 資料種別：ジャーナル（査読付き論文を含む）
- 使用言語：日本語（英文抄録あり）
- 発行形態：印刷体
- 著作権帰属先：学会
- クリエイティブコモンズ：定めていない
- 購読：有料

### 日本保育学会会報
- 誌名（和文）：日本保育学会会報
- 誌名（欧文）：-
- 創刊年：1949
- 資料種別：ジャーナル（査読付き論文を含まない）
- 使用言語：日本語のみ
- 発行形態：印刷体
- 著作権帰属先：学会
- クリエイティブコモンズ：定めていない
- 購読：有料

### 日本保育学会大会発表論文集
- 誌名（和文）：日本保育学会大会発表論文集
- 誌名（欧文）：-
- 創刊年：1947
- 資料種別：会議録・要旨集
- 使用言語：日本語のみ
- 発行形態：その他電子体
- 著作権帰属先：学会
- クリエイティブコモンズ：定めていない
- 購読：有料